# Luca Pulci
Pour les articles homonymes, voir Pulci.
 (mai 2025).
La mise en forme du texte ne suit pas les recommandations de Wikipédia : il faut le « wikifier ».
Les points d'amélioration suivants sont les cas les plus fréquents. Le détail des points à revoir est peut-être précisé sur la page de discussion.
- Les titres sont pré-formatés par le logiciel. Ils ne sont ni en capitales, ni en gras.
- Le texte ne doit pas être écrit en capitales (les noms de famille non plus), ni en gras, ni en italique, ni en « petit »…
- Le gras n'est utilisé que pour surligner le titre de l'article dans l'introduction, une seule fois.
- L'italique est rarement utilisé : mots en langue étrangère, titres d'œuvres, noms de bateaux, etc.
- Les citations ne sont pas en italique mais en corps de texte normal. Elles sont entourées par des guillemets français : « et ».
- Les listes à puces sont à éviter, des paragraphes rédigés étant largement préférés. Les tableaux sont à réserver à la présentation de données structurées (résultats, etc.).
- Les appels de note de bas de page (petits chiffres en exposant, introduits par l'outil «  Source ») sont à placer entre la fin de phrase et le point final[comme ça].
- Les liens internes (vers d'autres articles de Wikipédia) sont à choisir avec parcimonie. Créez des liens vers des articles approfondissant le sujet. Les termes génériques sans rapport avec le sujet sont à éviter, ainsi que les répétitions de liens vers un même terme.
- Les liens externes sont à placer uniquement dans une section « Liens externes », à la fin de l'article. Ces liens sont à choisir avec parcimonie suivant les règles définies. Si un lien sert de source à l'article, son insertion dans le texte est à faire par les notes de bas de page.
- La présentation des références doit suivre les conventions bibliographiques. Il est recommandé d'utiliser les modèles {{Ouvrage}}, {{Chapitre}}, {{Article}}, {{Lien web}} et/ou {{Bibliographie}}. Le mode d'édition visuel peut mettre en forme automatiquement les références.
- Insérer une infobox (cadre d'informations à droite) n'est pas obligatoire pour parachever la mise en page.

Pour une aide détaillée, merci de consulter Aide:Wikification.
Si vous pensez que ces points ont été résolus, vous pouvez retirer ce bandeau et améliorer la mise en forme d'un autre article.
 (mai 2025).
Luca Pulci né à La Cavallina, 3 décembre 1431 et mort à Florence le 26 ou 29 avril 1470, est un poète italien.

## Biographie
Frère cadet de Bernardo et Luigi Pulci, il n'est connu que par ses ouvrages ; il vit à la cour de Laurent de Médicis qui le comble de bienfaits, et il meurt avant 1490.

## Œuvres
- Giostra di Lorenzo de' Medici messa in rima. Ces stances, dans lesquelles il décrit le fameux tournoi de 1468, sont une de ses moindres productions.
- Epistole, Florence, 1481 ; ibid., 1488, in-4°. C'est un recueil de dix-huit épîtres dans le genre des Héroïdes d'Ovide. La littérature italienne n'avait encore rien produit de semblable.
- Il Driadeo d'amore, Florence, 1479, in-4°, 1re édit., très-rare ; ibid., 1481, 1483, 1487, et réimprimé dans le 16e siècle. C'est un poème pastoral en quatre chants in ottava rima. Quelques bibliographes l'attribuent par erreur à Luigi Pulci, frère cadet de Luca, et si fameux par son Morgante. On reproche à l'auteur d'y avoir fait un emploi surabondant de la mythologie.
- Giriffo cavalneo ed il povero adveduto, Florence, sans date, in-4° ; ibid., 1505, et Milan, 1518, in-4° ; trois éditions très-rares[1]. C'est une de ces épopées romanesques dont les Italiens possèdent un si grand nombre. Le Giriffo, tiré d'un roman du 13e siècle, est regardé comme leur premier essai dans ce genre de composition. Luca étant mort sans avoir terminé cet ouvrage, Bernardo Giambullari fut chargé par Laurent de Médicis de le continuer, et y ajouta trois parties. Cette continuation de Giambullari se trouve dans l'édition du Giriffo, Venise, 1535, in-4°; mais celle de Florence, 1572, ne contient que la première partie, divisée en sept chants suivis des stances sur le tournoi de Florence, et des épîtres ou héroïdes. Il paraît que Luigi eut quelque part à ce poème ; mais ce n'était pas une raison de le lui attribuer tout entier comme on l'a fait dans plusieurs catalogues. L'Histoire littéraire d'Italie, par Ginguené, contient d'excellentes analyses des deux poèmes de Luca Pulci, le Driadeo et le Giriffo ou le Ciriffo. Ce dernier ouvrage et les Epîtres de Pulci ont été supprimés, sans doute par la Congrégation de l'Index, mais c'est ce que ne nous apprend pas Capponi, à qui nous devons cette particularité[2].